# La bendición del campo en 1800
La bendición del campo en 1800 es un óleo pintado sobre lienzo obra de Salvador Viniegra. El soporte de esta gran tela es de 345 de alto por 596 centímetros  de ancho. Representa la bendición de los campos en el año 1800, casi como una crónica, pues se pintaría casi cien años más tarde, en 1887, para la Exposición Nacional de Bellas Artes de Madrid de ese mismo año.

## Contexto
Durante todo el siglo XIX, el pensamiento católico ha estado presente, pero empezaba a cambiar por otro más innovador, que iba abriendo camino hacia la modernidad. De esta forma estaba el pensamiento plenamente religioso y los que ligeramente intentaban avanzar hacia un nuevo razonamiento más laico.
Hasta ahora gran parte del arte que se había ido creando estaba bajo el amparo y supervisión de la Iglesia, lo que propicia un arte plenamente sometido al discurso religioso. Los avances en el ámbito de la filosofía y de la ciencia habían hecho posible que la fe en la religión descendiera bruscamente, dando así una crisis de valores en toda Europa. Durante toda la centuria se intentó volver a estos valores más puros y religiosos, como fue la creación de obras inspiradas en el arte medieval y los comienzos del renacimiento.
Este género que venía impuesto por los textos sagrados, no daba pie a la creación de nuevas obras. La Iglesia debatía que el genio no puede encontrar la inspiración para crear si no hay religiosidad de por medio. De esta manera la mentalidad religiosa se imponía frente al artista a la hora de poder crear libremente. Además la Iglesia era un gran mecenas, por los que muchos de los encargos artísticos eran suyos.

## Obra
Salvador Viniegra (1862-1915) viaja a Roma en 1882, cuando solo contaba con 20 años, pues accede a una beca por parte de su profesor José Pérez Siguimboscu en la escuela de Artes Industriales y Oficios Artísticos de Cádiz. Tres años más tarde, en 1885, recibe la medalla de oro en la exposición artística de la provincia de Cádiz, por la obra que tituló El Entierro de Isabel la Católica y que fue comprada por el ayuntamiento de la ciudad gaditana. Esta compra le impulsó prestigiosamente y le dio pie a poder ingresar en la academia de Bellas Artes de Cádiz en octubre del año siguiente.
Ese mismo año de 1886 decide presentarse a la Exposición Nacional de Bellas Artes de Madrid, haciendo una gran obra de una pintura de un tema histórico. Su padre le niega la asistencia, anteponiendo que es mucho para él, por lo que decide hablar con Villegas, director de la Academia de Bellas Artes de Roma, para que le retire la solicitud de asistencia. No consiguió que no se presentara a la exposición madrileña, pero sí que cambiara la temática de la obra con la que se iba a presentar, pues cambió su idea de un lienzo de historia por uno dentro del ámbito de costumbres.
El lienzo se realiza desde la academia de Roma, desde donde se exporta hasta la Exposición Nación de Bellas Artes de ese mismo año de 1887. En la exhibición artística madrileña recibe la medalla de Primera Clase y el cuadro es comprado por el Estado español ese mismo año.

## Descripción
La composición de la obra es plenamente horizontal, no solo por el horizonte que se deja vislumbrar tras los personajes, si no por ellos mismos, que se disponen alrededor del párroco. Sus cabezas casi no llegan a sobrepasar la propia planicie, serán los elementos religiosos los que la sobrepasen, como si quisieran llegar al cielo y alcanzar a Dios. De esta manera: palio, estandartes y faroles son los elementos que ofrecen una cierta verticalidad La escena se desarrolla con normalidad, no aparecen incidentes que perturben la propia bendición de los campos, tal y como nos indica el título del cuadro.
Sabemos que muchos de los elementos que aparecen son tomados de natural, como serían los estandartes de las distintas cofradías de la localidad o los faroles que alumbran a la Virgen del Carmen. Debemos dar gran importancia a las calidades de las telas, que nos ofrecen infinidad de matices. Así de la forma de vestir de los habitantes de la localidad y de la comunidad eclesiástica a principios de la centuria. Hay que recordar, que el autor intenta recrear un instante hacia casi cien años atrás, por lo que aun siendo un cuadro de género quizás también lo sea de historia, pues nos proporciona datos sobre las forma de vivir de la gente a principios del siglo XIX.
Quizás lo más importante a tener en cuenta de todo el conjunto es la luz, una luz casi impresionista que nos da un momento concreto, aunque no está muy definido si es atardecer o anochecer, pues ambas respuestas parecen igual de válidas. Al igual que recrea un instante concreto en el tratamiento de la luz, lo mismo lo hace en los personajes que rodean al párroco, en distintas posiciones como de un momento concreto se tratara. Donde mejor se nota esta cualidad fotográfica, es en los niños, que juegan distraídos en vez de atender al oficiante.

## Ubicación
En 1887 el Estado español adquirió este lienzo para ser destinado a la colección del Museo del Prado, pero más adelante pues traspasado al museo de Arte Moderno, hasta el año 1971. Ese mismo año se traslada al Museo Nacional Reina Sofía. En 2016, y en virtud de la reordenación de las colecciones entre el Reina Sofía y el Prado, pasó a ser propiedad de este último. En la actualidad, se encuentra depositado en el Museo de Bellas Artes de Málaga.